# Grigoris Bithikotsis
Grigoris Bithikotsis (griechisch Γρηγόρης Μπιθικώτσης, * 11. Dezember 1922 in Peristeri, Griechenland, als Sohn von Ioannis und Tassia Bithikotsis; † 7. April 2005 in Athen, Griechenland) war – wie etwa auch Stelios Kazantzidis – einer der bedeutendsten griechischen Sänger des 20. Jahrhunderts. 

## Leben
Bithikotsis wuchs in einem armen Athener Stadtviertel als jüngster Sohn einer nicht sehr vermögenden, achtköpfigen Familie auf und brachte sich selbst das Bouzouki-Spielen bei. In den 1950er-Jahren gelangte er in Griechenland zu einer ungeheuren Popularität mit dem Laiko-Gesang, einer verfeinerten Art des Rembetiko.
Er war zweimal verheiratet, zuletzt mit Metaxia. Aus der ersten Ehe entstammen die Töchter Anna und Tassia. Der Sohn Grigoris Bithikotsis junior tritt inzwischen ebenfalls als Sänger auf.
Am 7. April 2005 starb Bithikotsis in einem Krankenhaus in Athen, in dem er sich seit Januar desselben Jahres aufgehalten hatte. Er erlag einer Sepsis und multiplem Organversagen.

## Karriere
Grigoris Bithikotsis ist vor allem durch seine Zusammenarbeit mit Mikis Theodorakis bekannt geworden. Theodorakis hatte den von ihm nach Gedichten von Jannis Ritsos komponierten Liederzyklus Epitaphios zunächst durch Manos Hadjidakis mit Nana Mouskouri als Interpretin auf Platte aufnehmen lassen, war aber mit dem Resultat unzufrieden, weil ihm die konventionellen Arrangements nicht zu den Texten zu passen schienen. Deshalb nahm Mikis Theodorakis den Liederzyklus unter seiner eigenen musikalischen Leitung noch einmal auf. Als Sänger holte er den aus der Arbeiterklasse stammenden Bithikotsis, was ihm bei manchen Kritikern den Vorwurf eintrug, dem Dichter Ritsos nicht gerecht geworden zu sein. In dem Gedichtzyklus beklagt eine Mutter den Tod ihres Jungen auf der Egnatia-Straße während des Tabakarbeiterstreiks 1936 in Thessaloniki. Theodorakis schrieb dazu Musik, die im Rembetiko, dem Liedgut der Ausgegrenzten und Ausgestoßenen, wurzelte, und setzte die Bouzouki, eigentlich das Instrument der Armen, als Leitinstrument ein. Das wurde als sensationell empfunden.
Die Plattenaufnahme von Epitaphios mit Theodorakis und Bithikotsis kam zu den Weihnachtsfeiertagen 1960 in den Handel. Grigoris Bithikotsis gelangte damit zu Berühmtheit und spielte zahlreiche weitere Schallplatten, zum Teil in Zusammenarbeit mit Theodorakis, ein.
Er komponierte auch selbst Lieder wie zum Beispiel Stou Belami to ouzeri (Στου Μπελαμή το ουζερί, 1970), Ena omorfo amaxi me dyo aloga (Ένα όμορφο αμάξι με δυο άλογα, 1975) oder Amfivolies (Αμφιβολίες), die zu großen Erfolgen wurden.
Der bekannte Song Milisse Mou wurde von türkischen Sängerinnen wie Füsun Önal oder Göksel unter dem Titel Senden Başka gecovert.
In Deutschland sind seine Platten nicht erschienen, nicht einmal Kompilationen; die griechischen Veröffentlichungen entsprechen bezüglich der Tonqualität nicht den heutigen Anforderungen.

## Ehrungen
Zum 80. Geburtstag 2002 wurde zu Ehren von Bithikotsis ein großes Konzert in Athen veranstaltet, bei dem die wichtigsten griechischen Sängerinnen und Sänger auftraten und die erfolgreichen Lieder des alten Stars sangen. Zum Schluss trat auch noch einmal Bithikotsis selbst auf und wurde frenetisch gefeiert.
Staatspräsident Stefanopoulos überreichte Bithikotsis 2003 das Goldene Kreuz des Phönix-Ordens und die Goldene Medaille der Stadt Athen.
Bithikotsis wurde 2005 auf Staatskosten beerdigt. An seinem Staatsbegräbnis nahmen Tausende von Menschen teil.

## Diskografie

### Alben (Auswahl)
- 14 Hryses Epityhies N1
- 14 Hryses Epityhies N2
- 1950–1962 (Sampler)
- 1963–1971 (Sampler)
- 36 Hronia
- Apo tis 45 Strofes No. 4
- Apo tous thisayrous ton 45 Strofon (mit Vicky Moscholiou)
- Alpha – Omega
- Gia panta Nï. 1
- Gia ton Grigori – I Synavlia sto Stadio Irinis kai Filias (Konzert zum 80. Geburtstag mit vielen griechischen Künstlern)
- Ena to xelidoni
- Episimi Agapimeni
- Hamenes Agapes
- I Ellada tou Grigori
- Mazi me ton Grigori
- Megaloprepeia
- Mia gynaika feygei
- O Agnostos Theos
- Oi Magalyteres Epityhies Tou
- Ouranio Toxo
- Prasino fos
- Mazi (mit Stelios Kazantzidis)
- Sti Megali Leoforo
- Stratos Dionysiou/Ta zeimpekika tou Grigori kai tou Stratou (mit Stratos Dionysiou)
- Ta Aythentika No. 2
- Tragoudia apo tis 45 Strofes

### Bekannte Songs (Auswahl)
- Milisse Mou
- Ta Matoklada Sou Lampoun
- Vrehi Sti Ftohogitonia